# Tinodes cheitani
Tinodes cheitani là một loài Trichoptera trong họ Psychomyiidae. Chúng phân bố ở miền Cổ bắc.